# A Different Kind of Love Song
Az A Different Kind of Love Song Cher egyik dala.
A dal elkészülte után a Living Proof: The Farewell Tour megakadályozta kiadását, mivel a Warner és a WEA el volt foglalva a turné hirdetésével, így a tervezett időponthoz képest majd négy hónappal később került piacra a dal.
A dalt ugyanolyan erős ütésnek szánták, mint a Song for the Lonely. Ez azonban nem sikerült, mivel csak a Billboard Dance és Klub kategóriájában ért el sikereket.
A slágert Európában nem bocsátották ki a kiadó miatt, így Living Proof: The Farewell Tour európai előadásain nem adták elő a dalt.

## Kiadási forma és számlista
A Different Kind of Love Song Maxi CD
1. A Different Kind of Love Song (Rosabel Attitude Vocal)
2. A Different Kind of Love Song (Murk Main Mix)
3. A Different Kind of Love Song (Ralphi's Alternative Vox)
4. A Different Kind of Love Song (Rodney Jerkins Main Mix - Faster)
5. A Different Kind of Love Song (Johnny Rocks Mixshow Radio Edit)
6. A Different Kind of Love Song (Lenny B's Different Kind of Club Mix)
7. A Different Kind of Love Song (Craig J Classic Love Mix)
8. The Music's No Good Without You (Almighty 12" Mix)
9. The Music's No Good Without You (Walter Tieb Mix)

## Remixek
1. A Different Kind of Love Song (Rosabel Attitude Vocal)
2. A Different Kind of Love Song (Rosabel Attitude Dub)
3. A Different Kind of Love Song (Rosabel Attitude Mixshow)
4. A Different Kind of Love Song (Rosabel Radio Mixshow)
5. A Different Kind of Love Song (Rosabel House Mix)
6. A Different Kind of Love Song (Murk Main Mix)
7. A Different Kind of Love Song (Murk Space Miami Dub)
8. A Different Kind of Love Song (Ralphi's Alternative Vox)
9. A Different Kind of Love Song (Ralphi's Cha-Cha Tango Dub)
10. A Different Kind of Love Song (Ralphi's Cher Oid Dub)
11. A Different Kind of Love Song (Rodney Jerkins Main Mix - Faster)
12. A Different Kind of Love Song (Rodney Jerkins Main Mix - Slower)
13. A Different Kind of Love Song (Johnny Rocks Mixshow Edit)
14. A Different Kind of Love Song (Johnny Rocks White Room Club Mix)
15. A Different Kind of Love Song (Johnny Rocks Dark Room Dub)
16. A Different Kind of Love Song (Johnny Rocks Rhythm Radio Edit)
17. A Different Kind of Love Song (Lenny B's Different Kind of Club Mix)
18. A Different Kind of Love Song (Lenny B's Different Kind of Radio Mix)
19. A Different Kind of Love Song (Craig J Classic Love Mix)

## Helyezések
| Latvian Singles Chart                        | 18      |
| German Singles Chart                         | 10      |
| French Singles Chart                         | 41      |
| Romanian Singles Chart                       | 28      |
| Billboard                                    |         |
| U.S. Billboard Hot 100 Singles Sales         | 1       |
| U.S. Billboard Hot Dance Club Play           | 1       |
| U.S. Billboard Hot Dance Singles Sales       | 2       |
| U.S. Billboard Hot Adult Contemporary Tracks | 18      |
| Magyar Toplista                              |         |
| Mahasz                                       | 21      |
| Eladás                                       | Példány |
| Világszerte                                  | 850,000 |